# Phrynocephalus interscapularis
Espèce

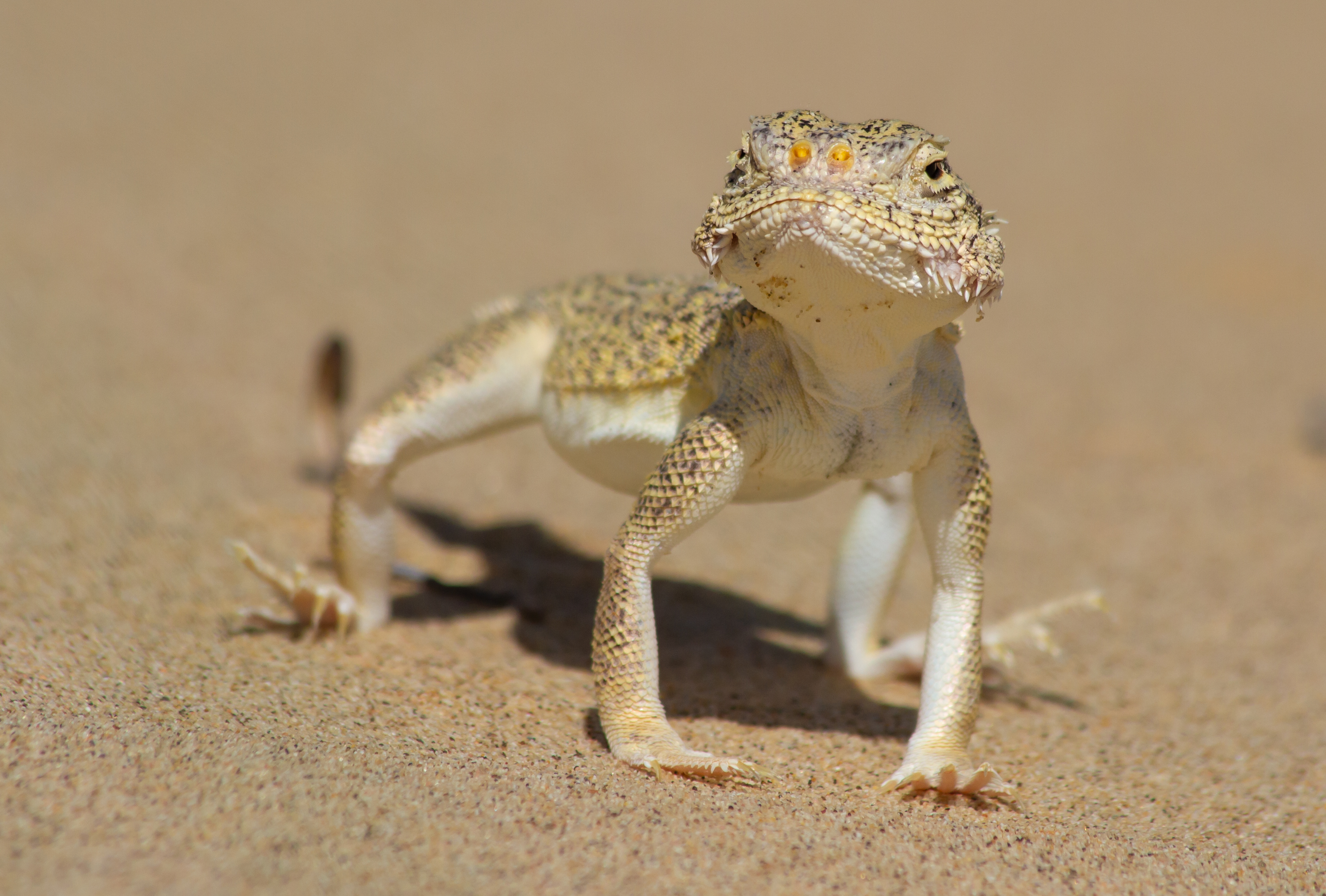
Un Phrynocephalus interscapularis se promène au Kazakhstan. Juin 2017.

Phrynocephalus interscapularis est une espèce de sauriens de la famille des Agamidae.

## Répartition
Cette espèce se rencontre en Iran, en Afghanistan, au Turkménistan, au Tadjikistan, en Ouzbékistan et au Kazakhstan.

## Liste des sous-espèces
Selon The Reptile Database (10 mai 2012) :
- Phrynocephalus interscapularis interscapularis Lichtenstein, 1856
- Phrynocephalus interscapularis sogdianus Chernov, 1948

## Publications originales
- Lichtenstein, 1856 : Nomenclator reptilium et amphibiorum Musei Zoologici Berolinensis. Namenverzeichniss der in der zoologischen Sammlung der Königlichen Universität zu Berlin aufgestellten Arten von Reptilien und Amphibien nach ihren Ordnungen, Familien und Gattungen. Königliche Akademie der Wissenschaften, Berlin, p. 1-48 (texte intégral).
- Chernov, 1948 : Reptiles — Reptilia. The Animals of the USSR. Vol. 2. The desert zone. USSR Academy of Sciences, Moscow-Leningrad, p. 127–161.